# 三蝴蝶
《三蝴蝶》是黎锦晖所创作的一部儿童歌舞剧。这部剧歌颂团结奋斗的精神。讲述红、黄、白三只蝴蝶想飞进菊花丛中避雨，可是红、黄、白三种菊花只肯接纳与自己同颜色的蝴蝶。三只蝴蝶不忍分离，和风雨雷电做斗争，终于雨过天晴，三种菊花也明白了道理，和蝴蝶一起欢乐歌舞。